# Sinocyclocheilus qiubeiensis
Sinocyclocheilus qiubeiensis är en fiskart som beskrevs av Li 2002. Sinocyclocheilus qiubeiensis ingår i släktet Sinocyclocheilus och familjen karpfiskar. Inga underarter finns listade i Catalogue of Life.